# MDC-model
Het MDC-model is een model dat gebruikt wordt voor de positionering van een merk of organisatie binnen de marketing. MDC staat voor merk, doelgroep en concurrenten.
Het MDC-model is ontwikkeld door Riezebos en Van der Grinten en weergeeft drie entiteiten die invloed uitoefenen op de positionering. Deze drie entiteiten zijn het merk, de doelgroep en de concurrentie. Het MDC-model is een inside-out benadering van de positionering. Dit houdt in dat er allereerst gekeken wordt naar de organisatie-identiteit en vervolgens pas naar de externe factoren, zoals de doelgroep en concurrentie.

## Merk
Riezebos en Van der Grinten stellen zes factoren voor waarmee de identiteit van een merk of organisatie in kaart gebracht kan worden:
- De historie van de organisatie
- De bedrijfsoriëntatie
- De kerncompetenties
- De visie en missie
- De cultuur
- De organisatie- en klantwaarden

## Doelgroep
Riezebos en Van der Grinten stellen dat een merk in het geheugen van een klant wordt gepresenteerd door een netwerk van associaties, die onderling met elkaar in verbinding staan. Drie netwerken van associaties, ook wel geheugenknopen genoemd, kunnen hierin worden onderscheiden; product-/dienstcategorie, attributen en waarden.
Binnen de relatie tussen een merk en dienst-/productcategorie kan geconstateerd worden dat een merk zich enerzijds moet onderscheiden van andere merken in de categorie, maar dat er anderzijds door overeenkomsten ook benadrukt moet worden tot welke categorie het product behoort.
In de relatie tussen een merk en de attributen kan geconstateerd worden dat er twee soorten attributen zijn; concrete eigenschappen en voordelen van deze eigenschappen. Drie eigenschappen zijn in deze relatie van belang; inhoud van de associatie, valentie van de associatie en de kracht waarmee de associatie aan een merk is gekoppeld.
In de relatie tussen een merk en waarden kan geconstateerd worden dat succesvolle merken betekenis aan attributen weten te geven door deze aan waarden te koppelen.
Een valuemap kan als output van de doelgroepanalyse dienen. Waarbij er aan de hand van klant interviews koopmotieven en belangen worden achterhaald. Door door te vragen ontstaat er een betekenisladder, waarmee op slimme wijze de associaties rondom een product of dienst worden achterhaald. Hier kan vervolgens in de marketing en communicatie op ingespeeld worden.

## Concurrentie
De positionering van een merk of organisatie moet aansluiten bij de vraag van de klant. Daarom is het belangrijk dat het dienst of product, 'lid' is van de product-dienstcategorie, maar ook opvalt binnen deze categorie. Er zal daarom een balans gevonden moeten worden in twee soorten associaties;
- PoP: 'Points of Parity': op welke punten sluit het merk aan bij de concurrenten?
- PoD: 'Points of Difference': op welke punten wijkt het merk af van de concurrenten?

Binnen de positioneringsfilosofie van Riezebos en Van der Grinten geldt dat er voor niet meer dan 30% aan Points of Difference moeten worden benadrukt in marketing en communicatie uitingen.
Het identificeren van concurrenten kan op twee manieren; allereerst kan je concurrenten identificeren op basis van externe ontwikkelingen. Het vijfkrachtenmodel van Porter geeft hier inzicht in. Daarnaast kan je ook concurrenten identificeren op basis van klantbehoeften. Daarbij selecteer je concurrenten die eenzelfde of soortgelijke behoefte bij een klant wil vervullen.
Na het identificeren van de concurrenten kan de positioneringsgrondslag van de concurrent geanalyseerd worden. Dit kan aan de hand van de 14 mogelijke positioneringsgrondslagen, die in vier  categorieën onderverdeeld kunnen worden.
| Organisatie centraal | Product/dienst centraal | Marketing variabele centraal | Ontvanger centraal  |
| -------------------- | ----------------------- | ---------------------------- | ------------------- |
| Corporate ability    | Prototypisch            | Prijs                        | Doelgroep           |
| Mentaliteit          | Producteigenschappen    | Distributie                  | Situatie            |
| Medewerker           | Rationeel voordeel      | Voordeel                     | Emotioneel voordeel |
|                      |                         | Naamsbekendheid              | Waarde              |

## Vergelijkbare positioneringsmodellen
- Het Brand-Key model van Unilever[4]
- Het Brand Driver model van McKinsey[5]
- De Golden Circle van Simon Sinek[6]
- Een positioneringsmatrix